# 1063. grenadirski polk (Wehrmacht)
1063. grenadirski polk (izvirno nemško 1063. Grenadier-Regiment; kratica 1063. GR) je bil pehotni polk Heera v času druge svetovne vojne.

## Zgodovina
Polk je bil ustanovljen oktobra 1944 za 89. pehotno divizijo. Marca 1945 je bil uničen v boju.
Ponovno je bil ustanovljen 8. aprila 1945.